# La Singularitat
La Singularitat és un projecte d'Albert Serra i Juanola presentat a la 56a edició de l'Exposició Internacional d'Art - la Biennal de Venècia de 2015, dins dels Eventi Collaterali. La producció va ser l'escollida per representar Catalunya i ha estat comissariada per Chus Martínez, per elecció del jurat que va nomenar l'Institut Ramon Llull. LA SINGULARITAT és un film de 12 hores, que es projecta en cinc gegantines pantalles, subtitulat a l'anglès en un magatzem d'embarcacions a la veneciana Isola di San Pietro.

## Etimologia
La singularitat matemàtica és el terme global amb el qual matemàtics es refereixen al que entre investigadors d'intel·ligència artificial es refereixen com singularitat tecnològica, el moment en el qual la nostra relació amb les màquines canvia, perquè la tecnologia deixa de ser una eina i comença a ser un acompanyant de l'espècie humana, o fins i tot, el domina.
| «              | Al segle xxi, les imatges fugen i no es giren; moltes pantalles les seleccionen i s'expliquen a si mateixes. L'artista potser les crea, les selecciona, les exposa en un esforç barroc i titànic. En la seva agonia, les imatges encara poden servir per il·lustrar el món amb restriccions visuals, però també amb l'ambició de narrar amb imaginació. Des dels primers miners de la febre de l'or de principis del segle XX a la indústria tècnica i regulada de l'explotació del sòl en l'actualitat, Singularitat explica l'última gran transició, l'última amb l'home en la seva essència i l'última encara capaç de sostenir la presència del cos com la força conductora de tota la transformació humana. Després de tot, les màquines... | » |
| — Albert Serra | |   |

## Història
Aquesta és la quarta vegada en què Catalunya és present als Eventi Collaterali de la Biennal d'Arts Visuals de Venècia. Des de l'any 2012 també participa en la Biennal d'Arquitectura.

### Proposta
La proposta de Chus Martínez va ser seleccionada per un jurat presidit per Marta Gili, directora del Jeu de Paume, i que tenia com a vocals Bartomeu Marí i Ribas, director del MACBA; Joan Minguet, president de l'Associació Catalana de Crítics d'Art (ACCA); Xavier Antich, president del Patronat de la Fundació Antoni Tàpies; Martina Millà, cap de Programació i projectes de la Fundació Miró; Llucià Homs, director de Promoció dels Sectors Culturals de l'Institut de Cultura de Barcelona; i Damià Martínez, cap de l'Àrea de Creació de l'Institut Ramon Llull.
No era la primera vegada que Chus Martínez i Serra treballaveen junts: aquesta li va encarregar la sèrie Els noms de Crist el 2010, quan era conservadora en cap del Macba, i el 2012 va col·laborar amb el projecte d'una pel·lícula de 101 hores (Els tres porquets) per a la documenta de Kassel (2013). La proposta es va anunciar el juliol de 2014. Durant la presentació, Serra va explicar l'origen de la idea: «Era en un hotel molt barat als afores de Canes i vaig compartir un taxi amb un home gran que devia anar a una festa. Durant la conversa que vam mantenir van aparèixer diversos temes que m’han tingut obsessionat durant mesos i que són l'arrel del projecte. La primera va néixer després de passar davant d'un iot immens. Em va dir que era propietat del cofundador de Microsoft, Paul Allen, però que malauradament no hi estava convidat. Em vaig adonar que hi havia tot un món paral·lel que passava al mateix temps que el nostre».

### Prèvia a la Tate
El mes de març de 2015 la Tate Modern de Londres va dedicar un cicle a Albert Serra i Juanola en què es van projectar en primícia algunes imatges de LA SINGULARITAT. Des de llavors, l'expectació entre la crítica va anar creixent i algunes publicacions com l'alemanya MONOPOL van assegurar que “tot i no formar part de la programació de pavellons nacional, Catalunya estarà a l'altura”.

### Preparació
El disseny gràfic l'han creat Omar Sosa i Ana Domínguez. Guri_Casajuana Arquitectes són els autors del disseny expositiu.

### Presentació oficial
La presentació va tenir lloc el 6 de maig de 2015 i va anar a càrrec de l'artista i la comissària acompanyats del director de l'IRL, Àlex Susanna. Susanna va afirmar que la presència de Catalunya a la Biennal des del 2009 “és absolutament estratègica”. Per al director de l'IRL, “la proposta d'enguany és alhora agosarada i tremendament sòlida. Subverteix la dinàmica de la Biennal de visites curtes i intenses, ja que demana que l'espectador quedi clavat, abduït, per aquesta macroinstal·lació fílmica”.
La comissària Chus Martínez apuntava que des del principi han tingut molt present la proposta d'Okwui Enwezor, director artístic de l'edició d'enguany de la Biennale que duu per títol All the world's futures. “Allò que coneixíem com a món occidental, amb un passat comú, s'ha acabat, i ara hem de reformular les nostres expectatives per anar cap al futur”. Martínez ho ha explicat a partir dels fets que narra LA SINGULARITAT: “Hi ha un home que té una mina d'or –digues-li or, digues-li la recent bateria TESLA–, un recurs que ha de permetre solucionar tots els problemes” i al seu entorn hi ha un grapat de gent que esperen que això els arregli el futur “entre ells hi ha un interès gairebé biològic: basen el futur en la possibilitat que alguna cosa, algun element com l'or, els solucioni el futur”.
Albert Serra va explicar que havia partit del concepte de Singularitat plantejat per la comissària i de la constatació que “cada vegada més dipositem la nostra espiritualitat en màquines”. Serra va combinar dues de les seves passions: les imatges i el treball amb persones. “Aquesta experiència ha estat fins i tot més enriquidora que les anteriors per aquesta gran llibertat i per una pulsió per la imatge sense precedents”. Serra ha valorat també que “és una obra que demana temps, té un misteri dins en el que cal submergir-se. I alhora el fet de tenir 5 pantalles dona la possibilitat de veure el treball d'una manera més oberta i passejar-s'hi lliurement. Té una doble lectura”. L'obra va estar en exposició fins al 22 de novembre de 2015.

### Mostra a Barcelona
La presentació a Venècia va tancar les portes el 22 de novembre de 2015, i es va traslladar una versió adaptada al Palau de la Virreina de Barcelona, en una mostra disponible fins al 14 de febrer de 2016. En la seva versió a Virreina, la museografia es va haver de desdoblar en sis espais expositius, perdent parcialment L'efecte cacofònic de l'espai italià.

## Característiques
L'obra consta de 5 pantalles i 12 hores de metratge exposades en una sala a les fosques. Aquest cop Albert Serra ha fet una concessió al públic i a l'entrada hi ha una pantalla amb una versió reduïda de 12 minuts on es condensa la majoria de la història.

## Anàlisi
A LA SINGULARITAT Serra entrellaça poèticament el que semblen imatges contemporànies filmades a Lleida, a les instal·lacions de PLANTA Sorigué, amb d'altres menys clarament realístiques, de tal manera que crea una mena de mite antic, com una faula. Algunes de les seccions de la pel·lícula es constitueixen mitjançant un flux de material bell i purament visual. En canvi, en d'altres, l'artista Albert Serra explica històries que representen el que ell entén com “antigues i noves maneres d'explicar el cinema”. Aquesta peça tan particular de Serra intenta crear una “llegenda”, és a dir, “una memòria visual i sensorial de l'espectador basada en motors que marcaran un gir en la nostra manera d'entendre no allò que el cinema pot explicar sinó la manera com el cinema pot transformar-nos i preparar-nos per un futur 
diferent de la imatge, els humans i les màquines”.
LA SINGULARITAT, com tots els altres films d'Albert Serra, parteix de la premissa que el cinema ens insta a desenvolupar una antropologia del clima, més que no pas una comprensió de la teatralitat. El cinema és el clima en què té lloc el moviment humà, el grup, actors no professionals amb un guió obert que actuen en relació amb tot 
un conjunt de condicions que, de mica en mica, desenvolupen la seva lògica personal. L'argument és, per tant, molt simple. Vuit personatges, tots gais, entorn d'una mina, i tot el que això produeix: por, però també desitjos, desitjos de diners, d'oportunitats. Alhora fa un particular estudi de l'explotació lligada a l'augment d'un sentiment molt més present actualment que fa una dècada: l'exposició a la humiliació.

## Publicació
L'exposició es completa amb una publicació de 32 pàgines editada conjuntament per l'Institut Ramon Llull i la prestigiosa revista Mousse –especialitzada en art contemporani i d'àmplia distribució internacional– que es va distribuir gratuïtament i també està disponible online.